# Die Hand in der Falle
Die Hand in der Falle (Originaltitel: La mano en la trampa) ist ein argentinisch-spanischer Spielfilm in Schwarzweiß des Regisseurs Leopoldo Torre Nilsson aus dem Jahr 1961 mit Francisco Rabal, Elsa Daniel und Leonardo Favio in den Hauptrollen. Das Drehbuch von Beatriz Guido und Ricardo Muñoz Suay basiert auf einem Roman von Ricardo Muñoz Suay. Erstmals gezeigt wurde der Streifen im Mai 1961 bei den Internationalen Filmfestspielen von Cannes. In der Bundesrepublik Deutschland kam er am 15. April 1966 in die Kinos. 

## Handlung
Aus dem Internat in das Haus ihrer Mutter und ihrer Tante zurückgekehrt, möchte Laura Lavigne das Geheimnis ergründen, das seit Langem das Obergeschoss des herrschaftlichen Wohnsitzes der Familie umgibt. Angeblich soll dort ein geistesschwaches nichteheliches Kind des alten Lavigne verborgen gehalten werden. In Wirklichkeit ist dieses Kind längst tot. Dagegen entdeckt Laura dort ihre Tante Ines, die vor zwanzig Jahren von ihrem angesehenen Verlobten Cristobal Archaval sitzen gelassen worden war und sich aus Angst vor dem Gespött der argentinischen Bourgeoisie in ihrem Zimmer lebendig begraben hat. Bei den Nachforschungen über die genauen Gründe für das Schicksal ihrer Tante bedient Laura sich halb aus Neugier, halb aus Hingezogenheit der Hilfe eben jenes Cristobal Archaval. Sie führt ihn sogar zu Ines, die darüber so erregt ist, dass ihr Herz versagt. Laura bleibt bei dem Manne, der ihr in der Hauptstadt eine Wohnung einrichtet. In ihrem Bewusstsein wird ihr Zimmer plötzlich zu dem von Ines. Sie ist gefangen wie ihre Tante.

## Kritik
„Der argentinische Film präsentiert in bemerkenswerten Einzelheiten eine in ihren provinziellen Konventionen erstarrte Gesellschaftsschicht. Seine scharfe Kritik an der Fassadenmoral mündet in Pessimismus.“

„Am Beispiel einer jungen Frau […] übt der Regisseur mit bemerkenswert differenzierten ästhetischen Mitteln Kritik an überholten Vorstellungen der argentinischen Provinzialbourgeoisie. Für erwachsene Filmkunstfreunde.“

## Auszeichnungen
- FIPRESCI-Preis 1961
- Regiepreis in Santa Margherita Ligure
- Prädikat «Besonders Wertvoll», Filmbewertungsstelle Wiesbaden[2]